# Хуан I Арагонски
Хуан I Ловец (на испански: Juan I el Cazador; * 27 декември 1350; † 19 май 1396) e 15-и крал на Арагон и Валенсия, Сардиния и Корсика (под името Джовани I), граф на Барселона от 1387 г.
Известен като покровител на провансалските трубадури, основава в Барселона подобие на тулузските карнавали на цветятата („jeux floraux“). Народът го мрази заради жестокостта му и лошото му управление.

## Произход
Син е на краля на Арагон Педро IV Арагонски и на третата му съпруга Елеонора Сицилианска.

## Биография

### Управление (1387 – 1396)
Наследява баща си след смъртта му през 1387 г. Коронясан е в Сарагоса през 1388 г.
Личността на Хуан е пълна противоположност на баща му. Ако Педро е склонен да се бори и интригува, то синът му предпочита лукса и удоволствието пред военната слава. Неговият идеал за живот е мирът и хармонията; живот, в който той може да се занимава с любимите си занимания лов, литература и изкуство.
Държавните дейности не го привличат, а съпругата му Йоланда дьо Бар отговаря за държавните дела. Той решава да направи Арагон център на интелектуалния живот – както 150 години по-рано в южната част на Франция, сега трубадурите да се събират около неговия трон. Отначало успява. В двора на Хуан се тълпят музиканти и певци, които забавляваха краля през вечерните часове. И дните се прекарват в многобройни и скъпи ловни пътешествия. Заради тях арагонецът получава прякора Хуан „Ел Казадор“ (Ловеца).
Започва недоволство в Арагон. През 1388 г. Кортесите в Монсон настояват да се спре екстравагантността и разточителството на двора. Заместник-канцлерът Рамон де Франсия и съдия Доминго Сердан, от името на представителите на Арагон и Майорка, искат реформи за отстраняване от кралския двор скандалните фигури, включително довереното лице на кралицата Кароза де Вилагут. Преговорите продължават няколко месеца и когато Хуан оценява мащаба на заплахата за своето управление, удовлетворява исканията. Довереникът на кралицата е изгонен, а кралят обещава да спазва законите и привилегиите в кралството.
Хуан реформира Кортесите на Каталуния със създаването на четвърто съсловие (brazo), което включва дребните благородници или кабалерос.
Хуан умира през 1396 г. и не оставя мъжки наследник, затова тронът се предава на брат му Мартин I Арагонски.

## Бракове и потомство
Жени се два пъти:
∞ 1. 1373 за Мате д’Арманяк († 1378), дъщеря на Жан I, граф д’Арманяк, от която има пет деца:
- Хайме Арагонски (Валенсия, 1374])

- Хуана Арагонска (1375 – 1407), ∞ 1392 за Матийо дьо Фоа-Беарн, граф на Фоа, който претендира за трона на Арагон след смъртта на Хуан I, от когото няма деца.
- Хуан Арагонски (Барселона, 1376)
- Алфонсо Арагонски (1377)
- Елеонора Арагонска (1378)

2. ∞ 1380 за Йоланда дьо Бар (ок. 1365 – 1431), дъщеря на Роберт I (1344 – 1411) и Мария Френска (1344 – 1404), от която има шест или седем деца:
- Хайме Арагонски (1382 – 1388)
- Йоланда Арагонска(1383 – 1443), ∞ 1400 за херцог Луи II Валоа-Анжуйски

- Ферднандо Арагонски (1389), херцог на Херона и граф на Сервера
- Антония Арагонска (1391-1392)
- Хуана Арагонска (1392-1396)
- Еленора Арагонска (1393)
- Педро Арагонски (1394), херцог на Херона и граф на Сервера

## Надгробен паметник вманастира Поблет
- Хуан и Виоланта дьо Бар
- детайл
- общ изглед